# Cosmic Encounter
Cosmic Encounter ist ein US-amerikanisches Brettspiel, in dem die Teilnehmer unterschiedliche Spielfähigkeiten besitzen und verbale Interaktion für den Spielverlauf wichtig ist. Es gilt als Klassiker, erstmals hatten Spieler unterschiedliche Spielfähigkeiten. Dune ist eine Weiterentwicklung des Spiels.

## Spielprinzip

Das modulare Spielbrett nebst Hyperraumkegel der Hexagames-Ausgabe.

Die Teilnehmer verkörpern eine Alienrasse und kontrollieren 5 Planeten eines Planetensystems und 20 Raumschiffe. Um zu gewinnen, müssen 5 weitere Kolonien in anderen Planetensystemen errichtet werden. Der Spielplan ist je nach Anzahl der Spieler modular zusammengesetzt. Durch das Ziehen einer Karte wird bestimmt, wo der Spieler angreifen darf. Der angreifende und der verteidigende Spieler dürfen die anderen Mitspieler um Beistand bitten. Mittels einer Zahlenkarte wird der Angriff durchgeführt, helfende Schiffe werden zum Ergebnis hinzugezählt, die höchste Zahl gewinnt. Wenn der Angriff gelungen ist, dürfen alle am Angriff beteiligten Spieler auf dem System landen, dadurch hat die Mithilfe ihren Preis. Weitere Ereigniskarten können den Ausgang eines Angriffs beeinflussen. Darüber hinaus verfügt jede Alienrasse über eine Spezialkraft. Je nach Spielversion gibt es bis zu 100 verschiedene Rassen mit unterschiedlichen Kräften. Die einzelnen Fähigkeiten sind sehr unterschiedlich und beeinflussen den Spielverlauf maßgebend (z. B. der Zombie, verliert nie Raumschiffe, der Mirror vertauscht die Zahlen auf den Spielkarten) und gestalten jede Partie durch die verschiedenen Konstellationen unterschiedlich.

## Entstehungsgeschichte
Gegen 1970 erfanden die US-Amerikaner Bill Eberle und Peter Olotka das Spiel, konnten aber keinen Verleger finden. Zwei Jahre später stießen Jack Kittredge und Bill Norton hinzu. 1977 finanzierte der Schriftsteller Edward Horn den Eigenverlag Eon Games und Cosmic Encounter wurde in den USA veröffentlicht. Das Spiel verkaufte sich sehr gut und es wurden zahlreiche offizielle und inoffizielle Erweiterungen herausgebracht. In Deutschland galt das Spiel als Geheimtipp. 1985 publizierte ASS Altenburger das Brettspiel unter dem Titel König der Sterne in Deutschland, konnte aber an den Erfolg der US-Version nicht anknüpfen. 1991 brachte Mayfair Games eine qualitativ hochwertige Neuauflage heraus, die alle Erweiterungen von Eon enthielt. Im selben Jahr lizenzierte Hexagames das Spiel bei Mayfair Games und brachte das Spiel in Deutschland heraus. Im Jahr 2000 wurde das Spiel von Hasbro auf dem deutschen Markt wieder aufgelegt. Es handelt sich um eine abgespeckte Variante für vier Personen und beinhaltet viel Plastikmaterial. Fantasy Flight Games veröffentlichte das Spiel dann 2008. 
In den USA gingen die Rechte 1986 an den Verlag West End Games, 1990 an Mayfair Games und 2000 an Avalon Hill. 2003 startete Peter Olotka eine Online-Version des Spiels.

Spielkarten und Spielsteine der Hexagames-Ausgabe.

## Sonstiges
Mit dem Erfolg der Sammelkartenspiele in den 1990er Jahren erlebte Cosmic Encounter erneute Beliebtheit, da Richard Garfield das Spiel mit der Aussage [Magic's] most influential ancestor is a game for which I have no end of respect: Cosmic Encounter. lobte.